# Nuoto ai XIX Giochi asiatici - 100 metri stile libero femminili
La gara dei 100 metri stile libero femminili di nuoto ai XIX Giochi asiatici si è svolta il 26 settembre 2023, durante i XIX Giochi asiatici, presso l'Hangzhou Olympic Sports Expo Center.

## Podio
| Pos.    | Atleta          | Nazione   |
| ------- | --------------- | --------- |
| Oro     | Siobhán Haughey | Hong Kong |
| Argento | Yang Junxuan    | Cina      |
| Bronzo  | Cheng Yujie     | Cina      |

## Record
Prima della manifestazione il record del mondo (RM), il record asiatico (AS) e il record dei giochi (RC) erano i seguenti.
|  | 51"71 | Sarah Sjöström  | 23 luglio 2017 Budapest |
|  | 52"27 | Siobhán Haughey | 30 luglio 2021 Tokyo    |
|  | 53"27 | Rikako Ikee     | 20 agosto 2018 Giacarta |

Durante la competizione è stato migliorato il seguente record:
|  | 52"17 | Siobhan Haughey |

## Programma
| Data              | Ora (UTC+8) | Turno    |
| ----------------- | ----------- | -------- |
| 26 settembre 2024 | 10:00       | Batterie |
| 26 settembre 2024 | 19:30       | Finale   |

## Risultati

### Batterie
| Pos. | Batteria | Corsia | Atleta                  | Nazionalità         | Tempo       | Note |
| ---- | -------- | ------ | ----------------------- | ------------------- | ----------- | ---- |
| 1    | 4        | 4      | Siobhán Haughey         | Hong Kong           | 54"27       | Q    |
| 2    | 4        | 5      | Yang Junxuan            | Cina                | 54"52       | Q    |
| 3    | 2        | 4      | Kayla Sanchez           | Filippine           | 54"70       | Q    |
| 4    | 3        | 4      | Cheng Yujie             | Cina                | 54"72       | Q    |
| 5    | 2        | 5      | Nagisa Ikemoto          | Giappone            | 55"02       | Q    |
| 6    | 4        | 3      | Hur Yeon-kyung          | Corea del Sud       | 55"24       | Q    |
| 7    | 3        | 3      | Tam Hoi Lam             | Hong Kong           | 55"80       | Q    |
| 8    | 4        | 6      | Quah Ting Wen           | Singapore           | 55"92       | Q    |
| 9    | 2        | 3      | Jeong So-eun            | Corea del Sud       | 56"33       |      |
| 10   | 2        | 6      | Amanda Lim              | Singapore           | 56"35       |      |
| 11   | 3        | 7      | Sofia Spodarenko        | Kazakistan          | 57"16       |      |
| 12   | 3        | 2      | Batbayaryn Enkhkhüslen  | Mongolia            | 57"20       |      |
| 13   | 3        | 6      | Jasmine Alkhaldi        | Filippine           | 57"47       |      |
| 14   | 4        | 7      | Kamonchanok Kwanmuang   | Thailandia          | 57"89       |      |
| 15   | 4        | 2      | Nguyễn Thúy Hiền        | Vietnam             | 58"01       |      |
| 16   | 2        | 2      | Phạm Thị Vân            | Vietnam             | 58"18       |      |
| 17   | 4        | 1      | Shivangi Sarma          | India               | 58"31       |      |
| 18   | 3        | 1      | Pak Misong              | Corea del Nord      | 58"79       |      |
| 18   | 2        | 7      | Kornkarnjana Sapianchai | Thailandia          | 58"79       |      |
| 20   | 1        | 7      | Valerie Tarazi          | Palestina           | 59"27       |      |
| 21   | 2        | 1      | Chen Pui Lam            | Macao               | 59"58       |      |
| 22   | 4        | 8      | Kuok Hei Cheng          | Macao               | 1'01"19     |      |
| 23   | 2        | 8      | Jehanara Nabi           | Pakistan            | 1'02"39     |      |
| 24   | 1        | 4      | Makelyta Singsombath    | Laos                | 1'03"13     |      |
| 25   | 1        | 5      | Anushiya Tandukar       | Nepal               | 1'03"17     |      |
| 26   | 1        | 3      | Batkhongor Yalguun      | Mongolia            | 1'03"51     |      |
| 27   | 3        | 8      | Maha Alshehhi           | Emirati Arabi Uniti | 1'05"77     |      |
| 28   | 1        | 6      | Daviau Southada         | Laos                | 1'08"50     |      |
| 29   | 1        | 2      | Imelda Ximenes Belo     | Timor Est           | 1'12"16     |      |
| DNS  | 3        | 5      | Rikako Ikee             | Giappone            | Non partita |      |

### Finale
| Pos. | Corsia | Atleta          | Nazionalità   | Tempo | Note |
| ---- | ------ | --------------- | ------------- | ----- | ---- |
|      | 4      | Siobhán Haughey | Hong Kong     | 52"17 |      |
|      | 5      | Yang Junxuan    | Cina          | 53"11 |      |
|      | 6      | Cheng Yujie     | Cina          | 53"91 |      |
| 4    | 2      | Nagisa Ikemoto  | Giappone      | 54"27 |      |
| 5    | 3      | Kayla Sanchez   | Filippine     | 54"69 |      |
| 6    | 7      | Hur Yeon-kyung  | Corea del Sud | 54"70 |      |
| 7    | 8      | Quah Ting Wen   | Singapore     | 55"38 |      |
| 8    | 1      | Tam Hoi Lam     | Hong Kong     | 55"74 |      |